# Mateusz Chruściński
Mateusz Chruściński (ur. 29 listopada 1987 w Katowicach) – polski łyżwiarz figurowy.

## Życiorys
Od sezonu 2008/2009 do 2010/2011 startował w kategorii par sportowych z Joanną Sulej. Wcześniej jeździł w kategorii solistów. Duet trenowany był przez jego matkę; Iwonę Mydlarz-Chruścińską. Współpracowali również z Richardem Gauthierem i Brunnem Marcotte, a wcześniej ze Stanisławem Leonowiczem. Choreografię tworzyli Sarkis Tewanian i Julie Marcotte.
Od lipca 2020 roku jest trenerem pary sportowej Anna Hernik i Michał Woźniak.
Brat Mateusza – Radosław Chruściński – również był łyżwiarzem figurowym.

## Wybrane starty

### W Parach Sportowych
| Zawody                               | 2008–2009 | 2009–2010 |
| ------------------------------------ | --------- | --------- |
| Igrzyska olimpijskie                 | –         | 18        |
| Mistrzostwa świata                   | 19        | 15        |
| Mistrzostwa Europy                   | 15        | 14        |
| Mistrzostwa Polski                   | 1         | 1         |
| Nebelhorn Trophy                     |           | 10        |
| Grand Prix Juniorów, Wielka Brytania | 14        |           |

### Indywidualnie
| Zawody                        | 2002–2003 | 2003–2004 | 2004–2005 | 2005–2006 | 2006–2007 | 2007–2008 |
| ----------------------------- | --------- | --------- | --------- | --------- | --------- | --------- |
| Mistrzostwa świata juniorów   |           |           |           | 22        |           |           |
| Mistrzostwa Polski            |           |           |           |           | 2         | 4         |
| Mistrzostwa Polski Juniorów   | 1         | 2         | 2         | 1         | 2         |           |
| Golden Spin                   |           |           |           |           |           | 19        |
| Coupe de Nice                 |           |           |           |           | 9         | 10        |
| Merano Cup                    |           |           |           |           |           | 3         |
| Ondrej Nepela Memorial        |           |           |           |           |           | 15        |
| Uniwersjada                   |           |           |           |           | 14        |           |
| Grand Prix Juniorów, Czechy   |           |           |           |           | 15        |           |
| Grand Prix Juniorów, Norwegia |           |           |           |           | 19        |           |
| Grand Prix Juniorów, Polska   |           |           |           | 20        |           |           |
| Grand Prix Juniorów, Bułgaria |           |           |           | 12        |           |           |
| Grand Prix Juniorów, Rumunia  |           |           | 11        |           |           |           |
| Grand Prix Juniorów, Węgry    |           |           | 23        |           |           |           |
| Warsaw Cup                    |           | 6 J.      | 2 J.      | 2 J.      |           |           |
| Grand Prize SNP               | 6 J.      |           |           |           |           |           |

- J = w kategorii Juniorów